# ГЕС Натурно
ГЕС Натурно (італ. Centrale idroelettrica di Naturno) — гідроелектростанція на півночі Італії, яка використовує ресурс південного схилу Ецтальських Альп.
Для роботи станції створили водосховище Вернаго (нім. Vernagt Stausee) на річці Сеналес, яка є лівою притокою Адідже (впадає в Адріатичне море утворюючи спільну дельту із По). Цю водойму площею поверхні до 1 км2 та об'ємом 42 млн м3 утримує гребля висотою 65 метрів.
Накопичений ресурс подається через дериваційний тунель, прокладений в гірському масиві лівобережжя Senales, до розташованого у понад 13 км напірного водоводу. Останній має довжину 1,5 км та спускається до машинного залу в долині Адідже. Окрім використання прямого стоку до водосховища Вернаго, для роботи станції здійснюється водозабір із ряду інших потоків — Мастаун, Пінальто, Грава, Фоссе.
Зал обладнаний трьома гідроагрегатами загальною потужністю 230 МВт (фактична максимальна 175 МВт), які при напорі у 1135 метрів забезпечують виробництво 240 млн кВт·год електроенергії на рік.
Відпрацьована вода по каналу довжиною 0,4 км відводиться до Адідже.